# Эллис, Дебора
Дебора Эллис, англ. Deborah Ellis (род. 7 августа 1960) — канадская писательница и активистка.

## Молодость
Родилась в г. Кокран, Онтарио, Канада. В детстве, в связи со сменой работы родителей семья нередко переезжала из одной местности в другую. По словам Деборы, она приняла решение заняться писательством в возрасте 11-12 лет.

## Карьера
Большая часть её литературных произведений создана под впечатлением от её путешествий и разговоров с людьми в разных странах мира. Занимала различные должности в организациях, связанных с борьбой за мир, антивоенным движением и борьбой за права женщин.
В 1997 г. она ездила в Пакистан, где брала интервью в лагере беженцев из Афганистана. На основе этих интервью появилась серия романов под общим названием «Кормилица семьи» или «Добытчица» (The Breadwinner):
- первый роман серии The Breadwinner (2001) о девочке по имени Парвана,[5][6];
- продолжение — «Путешествие Парваны» (Parvana’s Journey, 2002),[7]
- «Глиняный город» (Mud City, 2003) о подруге Парваны по имени Шаузия,[8]
- последняя книга серии — «Меня зовут Парвана» (My Name is Parvana, 2011).

Если первая книга серии, «Кормилица семьи», создавалась на основе интервью с матерью и дочерью, переодетой мальчиком в лагере беженцев, то последующие книги уже были плодом воображения автора и её размышлений о том, как дети могут переносить лишения войны и беженства.
В 1999 г. опубликован её роман «В поисках Х» (en:Looking for X). Тема романа — приключения девочки Хайбер из бедной семьи в Торонто (мать — бывшая стриптизёрша, а оба её брата страдают аутизмом). Из-за неблагополучного происхождения Хайбер становится «козлом отпущения», когда неизвестные лица разбивают школьное окно, и её исключают из школы. Роман посвящён её приключениям в поисках справедливости. В 2000 г. этот роман получил Литературную премию Генерал-губернатора Канады.
Одним из лучших её произведений считается книга «Небесный магазин» (en:The Heaven Shop, 2004), рассказывающая о семье сирот в Малави, вынужденных переселиться в результате эпидемии СПИДа. Одной из целью написания романа было развенчание популярных заблуждений, связанных со СПИДом (myths about HIV/AIDS), а также поддержка мужества детей, столкнувшихся с болезнью.
В 2006 г. опубликовала бестселлер «Я — такси» (I Am a Taxi), историю Диего, мальчика из Колумбии, чью семью обвинили в контрабанде пасты коки, в результате чего его родителей поместили в тюрьму, и они задолжали деньги государству. Мальчик вынужден зарабатывать деньги, чтобы выкупить их, в результате чего он сам впутывается в бизнес, связанный с производством и трафиком наркотиков. Позднее опубликовала сиквел «Священный лист» (Sacred Leaf), где речь идёт о семье Рикардо, помогавшей Диего, и о крупной протестной манифестации в защиту потребления коки.
В 2007 г., в соавторстве с Эриком Уолтерсом (en:Eric Walters) Эллис опубликовала роман Bifocal, посвящённый расизму и терроризму в Канаде.
В 2008 г. Эллис опубликовала сборник рассказов «Обед с Лениным» (Lunch with Lenin and Other Stories), посвящённых тому, как наркотики прямо или косвенно влияют на жизнь детей. Места действий разнообразны — крайний север Канады, Красная площадь в Москве, опиумная ферма в Афганистане.
В 2014 опубликовала роман «Луна в девять вечера» (Moon at Nine), основанный на реальной истории двух девочек-подростков, арестованных и брошенных в тюрьму в Иране за лесбийскую связь (что по законам страны каралось смертью).

## Награды
В 2006 г. Эллис стала кавалером Ордена Онтарио. В 2016 награждена Орденом Канады III степени.
Также она является лауреатом Литературной премии Генерал-Губернатора, Премии Джейн Адамс за книги для детей (en:Jane Addams Children's Book Award), премии Викки Меткалф (en:Vicky Metcalf Award), en:ALA Notable, и других.

## Экранизации
- Добытчица (The Breadwinner) полнометражный мультфильм 2017 года.

## Личная жизнь
Эллис — открытая лесбиянка. Занимается благотворительностью, почти все заработки от литературной деятельности жертвует организациям, ведущим деятельность по борьбе за мир или права женщин, например, таким, как «Канадские женщины за женщин Афганистана» («Canadian Women for Women in Afghanistan») и ЮНИСЕФ. За свою работу подвергалась угрозам со стороны Талибана.